# Wyżnia Pośrednia Przełączka
Wyżnia Pośrednia Przełączka (słow. Vyšná štrbina v Prostrednom, niem. Obere Mittelgratscharte, węg. Felső Középoromcsorba) – przełęcz (2394 m n.p.m.) znajdująca się w masywie Pośredniej Grani w słowackich Tatrach Wysokich. Leży między Małą Pośrednią Granią a głównym wierzchołkiem tego masywu. Nie jest dostępna żadnymi szlakami turystycznymi, dla taterników stanowi dogodny dostęp do Pośredniej Grani od północy.

## Historia
Pierwsze wejścia turystyczne:
- K. Bröckelmann i Johann Hunsdorfer junior, 2 sierpnia 1900 r. – letnie,
- Ernő Kátai i Gyula Komarnicki, 4 lutego 1914 r. – zimowe.